# Ashikaga Yoshikane
Ashikaga Yoshikane (足 利 義 兼, 1147 - 5 de abril de 1199) foi um comandante militar samurai japonês, senhor feudal no final do período Heian e no início do período Kamakura. Ele desempenhou um papel ativo na Guerra de Jishō-Juei e na campanha militar posterior, como uma pessoa intimamente relacionada ao primeiro xhōgun, Minamoto no Yoritomo, e fez com que o clã Ashikaga tivesse uma posição influente na época.